# 拉薩菲爾戰役
拉薩菲爾戰役發生於1815年6月28日，是第七次反法同盟中的一場戰役。發生在法國斯特拉斯堡附近的厄奈姆和蘇弗爾韋耶賽姆。
在百日王朝期間，讓·拉普將軍返回了拿破崙的手下，並被任命為約由約20,000人組成的第五軍的指揮官。他奉命觀察斯特拉斯堡邊界，並保衛孚日河。在滑鐵盧戰役的十天后，他在斯特拉斯堡附近遇到了由符騰堡王儲指揮的奧地利上萊茵軍第三軍團，並在這場戰役擊敗了對手。

## 註腳
1. 1 2 3 4 5 6  Siborne 1848，第771-772頁.
2. ↑  Moore 1999.
3. ↑  Becke 1911，第271頁.